# Ezechiel

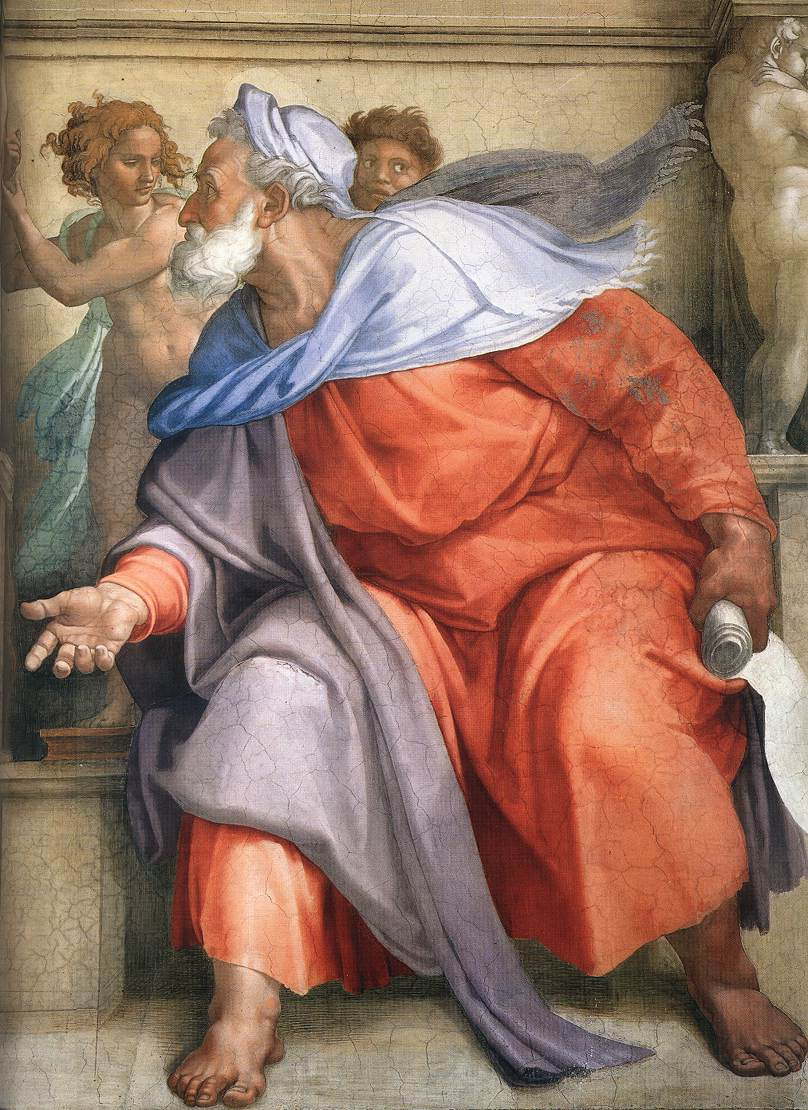
Prorok Ezechiel v Sixtinské kapli

Ezechiel (hebrejsky יְחֶזְקֵאל‎, doslova „Upevní Bůh“) byl jeden z význačných starozákonních proroků, autor Knihy Ezechiel.

## Život
O Ezechielově životě víme velmi málo a jen z Bible. Narodil se v kněžské rodině z rodu Sádokova (Ez 1,3). Jako prorok snad vystoupil roku 592 př. n. l. Po dobytí Jeruzaléma Nabukadnezarem II. roku 597 př. n. l. byl spolu s králem Jójakínem a ostatními izraelskými vzdělanci odveden do babylónského exilu. Usadil se u průplavu Kébar nedaleko Babylónu, kde snad měl vlastní dům (Ez 3,24) a když mu žena náhle zemřela, žil v něm osaměle. Zde se mu v samotě dostalo vidění a pověření, aby se stal „strážcem Izraele“ (Ez 3,17). Ezechiel v knize skutečně vystupuje především jako „pastýř“, který se snaží povzbuzovat vyhnance a posilovat je jako společenství. Podle tradice se Ezechielův hrob nachází v iráckém městečku Al-Kifl. Benjamín z Tudely ve svém cestopisu místo uložení ostatků popisuje takto: „Kolem synagogy stojí šedesát věží a vždy mezi dvěma z nich je malá synagoga; na dvoře té velké stojí svatostánek a za ní se nachází hrob Ezechiela ben Buziho, nad nímž se klene veliká kupole. Je to nádherná stavba, jedna z těch, které zbudoval judský král Jechonja a třicet pět tisíc Židů, kteří s ním přišli poté, co ho Evil Merodach vyvedl z vězení, a ono místo leží na řece Kevar z jedné strany a z druhé má Eufrat. A všechna jména, Jechonjovo i těch, kdo přišli s ním, jsou vytesána na zdi, Jechonjovo na začátku, Ezechielovo na konci.“

## Vidění
Svá většinou chmurná, hrozivá vidění líčí Ezechiel velmi barvitě, v překvapivých a často obtížně srozumitelných obrazech. Tak vidí čtyři ohnivé bytosti s křídly a na kolech (Ez 1), má sníst svitek, popsaný žalozpěvy (Ez 2,8-3,3), musí se prokopat zdí (8,8) a mnoho podobných obrazných jednání. Jedním z nejznámějších Ezechielových vidění je to, jak ho Bůh zavedl do údolí plného suchých kostí a řekl mu: „Lidský synu, mohou tyto kosti ožít?“. Pak je Hospodin obalí masem a oživí jako lidi. Kosti patrně představují vyhnané zbytky Izraele, který je podle lidských odhadů už beznadějně mrtev, jenže Hospodin, který je stvořil, je může zase oživit.

## Poselství
Babylonské vyhnanství představuje v dějinách Izraele zlomovou událost. Vzdělanější část národa – kněží, řemeslníci, obyvatelé města – byla násilím oddělena od „lidu“, od své země a svého chrámu. Město bylo zpustošeno a opuštěno, zanikl jeruzalémský chrám a celá bohoslužba – všechno to, co tvořilo jeho totožnost. Vyhnanci se s tím ale nesmířili a pokusili se udržet, co jim zbylo – především různé texty, v té době už možná i zčásti zapsané. Ale nejen to. Proroci, kteří se o vyhnance starali, se snažili prosadit nesmírně těžkou myšlenku, že si za své neštěstí může Izrael sám. Velice významnou roli v tom zřejmě sehrál právě Ezechiel.
Kniha Ezechiel nese zřetelné stopy několika etap svého vzniku a není snadné stanovit, co můžeme přisuzovat Ezechielovi samému. Velkou část jeho proroctví tvoří výčitky a hrozby na adresu „Jeruzaléma“. Hospodin se ho ujal jako pohozeného dítěte, pečoval o něj a zahrnul ho dobrodiním, ale Izrael se mu zpronevěřil jako prostitutka, takže musí být potrestán. Vyhnaný Izrael si stěžuje na svůj krutý osud, jenže nevidí, že si jej způsobil sám svou „svévolí“ a neposlušností. Trest, který se tak barvitě líčí, není ale posledním Hospodinovým slovem:
„Když se svévolník odvrátí od své zvůle, jíž se dopouštěl, a jedná podle práva a spravedlnosti, zachová svou duši při životě.“ (Ez 18,27)
Na několika místech se zdůrazňuje, že člověk bude souzen jen podle svých vlastních činů, ne podle toho, co spáchali jeho rodiče a předkové. Hospodin zde vystupuje jako svrchovaný Bůh, pán a vládce světa, kterému přesto na Izraeli záleží. Vytýká mu zatvrzelost, „kamenné srdce“ a slibuje, že i toto nakonec změní:
„Vložím do jejich nitra nového ducha, odstraním z jejich těla srdce kamenné a dám jim srdce z masa, aby se řídili mými nařízeními.“ (Ez 11,19-20)

### Rozporné překlady
V Ezechielově knize se v kapitolách 14, 12 - 20 a potom ještě v kap. 28, 1 - 4 překládají pasáže svatého textu dvojím způsobem, jednak tradičním a jednak změněným. Tradiční text se nachází téměř ve všech překladech na světě (s jedinou výjimkou pozdějšího překladu Jeruzalémské bible)  používající výrok Boží o proroku Danielovi. Změněný text spočívá naopak v překladu z roku 1955, který vnesl do tradičního textu významnou změnu přičiněním Mons. Prof. ThDr. Josefa Hegera a to společně s vysvětlujícím aparátem dvou poznámek. Hegerův překlad autorizovala katolická církev a spolupracovali na něm odborně Prof. ThDr. Jan Merell a Prof. ThDr. František Kotalík, přičemž revizi prováděl PhDr. Ladislav Heger. Redaktorem edice byl Prof. ThDr. Josef Beneš. Oproti zavedeným překladům se tito znalci vydali cestou historického objasnění osoby, z výroku Boha o Noemovi, Danielovi a Jobovi (Ez 14,20 a 28,3) z něhož vyplývá, že o Danielovi Bůh nemluvil a jako spravedlivého přímluvce za lidstvo jej nevyznamenal. Skutečnou osobou, již vyznamenal, nám Ezechiel zprostředkovává v trojici netradičně jmenovaných světců, je reálná historická osoba ugaritského mudrce Danela. Podobnost jmen Daniela a Danela potom vedla ke dvěma verzím v biblickém překládání. Znalci v poznámkovém aparátu uvádějí doslova:
1) (Pozn. ke kap. 14,20): "Ezechiel jmenuje spolu s Noe a Jobem Danela, ugaritského hrdinu, známého ze stejnojmenného eposu. Danel vyniká spravedlností, je svědomitým soudcem, který se ujímá sirotků a vdov, všech nespravedlivě utištěných. Osobnost ta byla jistě známá celé oblasti severozápadních Semitů, Kanaanců a Feničanů. I hebrejský souhláskový záznam jména před samohláskovou úpravou massoretů je značným důkazem pro totožnost ugaritského Danela. Překladatel ovšem přijímá ještě starší tradiční výklad o Danielovi, velkém proroku, mladším vrstevníku Ezechielovu. Proto bylo jméno Daniele opraveno v překladu na správné znění — Danel. Totéž platí i pro verš 20. téže kapitoly."
2) (Pozn. ke kap. 28,3): "Zde Ezechiel jmenuje velmi vhodně ugaritského Danela v oslovení tyrskému králi. Tyrus ve fenickém prostředí byl prostoupen ugaritskou mythologií a tak i tento spravedlivý Danel byl dokonale znám okolí Tyru. Bylo by zcela nepochopitelné, kdyby Ezechiel v řeči k tyrskému králi jmenoval Daniela, svého mladšího současníka z babylonského zajetí naprosto neznámého dalekému Tyru a jeho panovníku. I zde je překlad upraven na znění Danela."
3) (Jeruzalémská bible, pozn. aparát ke kap. 14,20): "Tři populární hrdinové, které důvěrně znala izraelská tradice; Noe, jehož památku zachovala vyprávění v Gn 6-9; Job, o němž zřejmě kolovala legenda, jež se stala inspirací pro jednu z nejkrásnějších básnických skladeb celé Bible; konečně Danel, jenž je v Bibli jinak neznámý (vyjma Ez 28,3), ale jehož moudrost a spravedlnost oslavovaly básně z Ras Šamry."

### Prorokovo poselství o vítězství nad temnotou v unikátním českém výkladu
Světově unikátním je taktéž výklad profesorů pod vedením Mons. ThDr. Josefa Hegera o vítězství Jahve (skloňování z překladu odpovídá podst. jménu) nad temnotou. Jechezkel (Ezechiel) je jediným prorokem nesoucím dvě významná poselství, jednak v kap. 28, 1 - 19 o knížeti Týru, představujícím vyhnaného archanděla a soud nad ním a jednak o velkoknížeti Gogovi z Magogu.
Přestože zahraniční exegeti neumějí identifikovat Goga ani Magoga, v jedinečném výkladu zde prohovořila exegeze česká. Podle francouzských překladatelů Jeruzalémské bible je země Magog umělý výtvor: "Jméno samo znamená země Gogova. Pokud jde o Goga, jakákoli snaha identifikovat ho je patrně marná. Snad jsou na něho přeneseny rysy několika dobových osobností a je zde představován jako typ barbarského dobyvatele, který má v daleké a neurčité budoucnosti podrobit Izraele posledním zkouškám. Jahve se zmocňuje Goga a přinutí ho k poslušnosti."  Verše se týkají výkladu — poznámek k Ez 38, 1 - 3. Překladatelé upřesňují, že Mešek a Tubal jsou země v Malé Asii. Pán právě zde říká prorokovi, že obrací svou pozornost na jejich velkoknížete a označuje ho za Goga.
Podle českých profesorů však jde Goga i Magog identifikovat. Gog (Gugu) byl výslovnostní přesmyčkou král lydský Gyges. (Srv. např. v řeckém panteonu bohů Zeus a jak je osloven: Die!, nikoli Zee). Takový výklad však nestačí vzhledem k eschatologickému významu prorokovy zprávy a čeští znalci sdělují, že: "Výraz lze identifikovat se sumerským Gug = temnota. Magog: ma = matu, země. Magog, země Gogova = země temnoty".
Pán se zde stejně jako v kap. 28, 1 - 19  už podruhé vyslovuje o knížeti temnoty, bývalém archandělu, jenž se procházel v božím ráji a byl umístěn mezi žhavé kameny, kde se procházel. I v kap. 28 je soud Pánův vynášen jednak nad člověkem a pozemskou oblastí (Tyrus) a jednak nad archandělem, který byl vyhnán z nebeského sboru. V kap. 38 je zase pozemským člověkem velkokníže, jenž jím ale nebyl, protože velkoknížetem je někdo nad člověkem i knížetem, a Bůh ho nazývá Gog. A zatímco Mešek a Tubal existují, Magog je název daný Bohem. Stejné srovnání lze vidět při pohledu na Ježíše Krista, jednak je nazýván synem člověka a jednak Synem Božím. Ani zde Pán neodtrhuje pozemské od nebeského. Prorok je jediným, kdo je takto povolán, aby předal poselství Božího vítězství nad nepřáteli, sjednocenými v osobě vyhnaného archanděla: "Mnoho národů je s tebou," říká mu Pán.
Nad všemi národy vedenými Satanem je vynášen soud.  Kapitolu 38 nadepsali čeští exegeté: "Jahve zvítězí nad nepřátelskými mocnostmi." — Je pochopitelné, že národy pouhých lidí nemohou být Pánovými rovnocennými oponenty, nad nimiž by musel vítězit vynakládáním značného úsilí. Pochopitelné je, že úsilí je Jím vynakládáno tam, kde jde o duchovní válku mezi vírou a ateismem a nebo pravou vírou a vyznáváním cizích bohů. 

## Ezechiel v mormonismu
Ezechiel je uznáván za proroka také v mormonismu (americkém odvětví křesťanství). Mormonský vůdce Joseph Smith tvrdil, že není hanba nerozumět Ezechielovým vizím. Pokud daná kniha neobsahuje "prorocké" vysvětlení vize, nemůžeme si být výkladem nikdy jisti. Výklad symbolických zvířat z Knihy Ezechiel se však zdá být totožný s výkladem, který Joseph Smith získal skrze Urim a Thummim o zvířatech ve  Zjevení (viz Nauka a Smlouvy 77:2-4).
Joseph Smith také v rámci svého Inspirovaného překladu Bible "opravil" jeden z veršů Knihy Ezechiel, který pojednával o vztahu Boha a proroků. V originálním textu zní verš takto: "Dá-li se prorok svést a promluví falešné slovo, svedl jsem toho proroka já, Hospodin." Smith změnil význam tohoto verše a učil, že Bůh nemůže nikoho svádět, natož své proroky.

### Proroctví o 2 dřevech
Mormoni věří, že starozákonní prorok Ezechiel ve svém vidění předpovídal spojení Bible s Knihou Mormon.
Mormonský apoštol Bruce McConkie ve své knize Mormonská doktrína
vysvětluje: "Ezechiel nazval Knihu Mormonovu "dřevem Efraimovým" a
"dřevem Josefovým v rukou Efraima". V podobné symbolice nazval Bibli
"dřevem Judovým" a slíbil, že obě dřeva budou spojena v jedno (Ezechiel
37:15-28)"